# MUSASI
MUSASI（ムサシ）は、運転免許取得者用のIT教材。
インターネットを活用した学科対策eラーニングシステム。教習所外でもインターネット環境のある場所ならどこでも利用できる。
開発元はノイマン。

## 概要
生徒側の機能としては、大きく分けて練習問題機能（スライド型CAI）、効果測定機能、デジタル教科書機能の3つの機能から成っている。
自動車教習所の管理者側の機能には、成績管理機能などがある。
利用するためには、教習所単位で利用契約を行うB to Bの販売方法となっている。教習生自らが契約することはできない。

## 備考
- 低速通信環境でも快適に動作する。
- 練習問題機能には様々な工夫が凝らされており、単調な作業でつまらなくなりがちなスライド型CAIの欠点をできるだけ取り除こうとしている。

## 他社製品
- 株式会社トヨタ名古屋教育センター「満点様」
- 株式会社コヤマ交通教育サービス「楽勝問題」
- 株式会社テクニカAV　「SD Trainer」「楽免.COM」